# Danielle Michel
Pour les articles homonymes, voir Michel.
Danielle Michel, née le 3 avril 1947 à Castets (Landes), est une femme politique française. Membre du Parti socialiste, elle est élue sénatrice des Landes le 25 septembre 2011.

## Biographie[1]
Elle est née le 3 avril 1947 à Castets et travaille dans l’enseignement, dans l’insertion et dans la formation. Elle a été juge prud’homal et conseillère des salariés.
Entrée au Conseil municipal de Saint-Paul-lès-Dax en 1995, elle en devient maire en 2001 et est réélue en 2008. Conseillère générale de mars 1998 à octobre 2011 du canton de Dax-Nord, elle est réélue en 2004 et en 2011. Elle est également vice-présidente de la Communauté d’agglomération du Grand Dax. Le 25 septembre 2011, elle est élue, au premier tour de scrutin, sénatrice des Landes. En septembre 2012, elle quitte son mandat de Maire de Saint-Paul-lès-Dax.

## Récapitulatif des mandats

### Mandat parlementaire
- Sénatrice des Landes

### Mandats locaux
- Adjointe au maire de Saint-Paul-lès-Dax (1995-2001)
- Maire de Saint-Paul-lès-Dax (2001-2012)
- Conseillère municipale de Saint-Paul-lès-Dax (2012-2014)
- Vice-présidente de la communauté d'agglomération du Grand Dax (2001-2014)
- Conseillère générale des Landes (canton de Dax-Nord) (1998-2011)
- Vice-présidente du conseil général des Landes (2004-2011)